# Abborrtjärnen (Umeå socken, Västerbotten, 712115-170667)
Abborrtjärnen är en sjö i Umeå kommun i Västerbotten och ingår i Tavelåns huvudavrinningsområde.